# Poxrucker Sisters
Die Poxrucker Sisters (ehemals Poxrucker Menscha) sind eine österreichische Frauenband des Dialektpops, die also Popmusik im Mühlviertler Dialekt macht. Die drei Schwestern Stefanie, Christina und Magdalena gründeten ihre Band im Jahre 2008 und touren seit dieser Zeit quer durch ganz Österreich. Im Jahre 2014 erreichte ihr Album Poxrucker Sisters eine Platzierung in den österreichischen Albumcharts, wobei es beim Einstieg am 25. April 2014 gleich auf dem siebenten Platz landete, danach aber wieder rasch aus den Charts verschwand, um im Spätsommer wieder zurück in die Charts zu finden. Ihre erste Single Glick (dt. für Glück) stieg am 19. September 2014 in die Ö3 Austria Top 40 ein und rangierte dabei auf Platz 62. Die drei Schwestern haben mittlerweile vier Studioalben und ein Livealbum veröffentlicht. Das aktuelle Album Horizont (2021) brachten sie erstmals bei ihrem eigens gegründeten Plattenlabel "Barfuß records" heraus.

## Geschichte
Die Band wurde offiziell im Jahre 2008 durch die drei Schwestern Stefanie (* 1988), Christina (* 1990) und Magdalena Poxrucker (* 1995) aus der kleinen Gemeinde St. Ulrich im Mühlkreis gegründet. Abseits der Bühne bedienten sich die Schwestern an Cover-Versionen aus der englischsprachigen Popmusik und arrangierten oberösterreichisches Liedgut auf ihre Art und Weise. Schon bald schrieben sie aber ihre eigenen Songs. Bereits in der frühen Kindheit wurde die Musikalität der Mädchen gefördert, wobei in der Familie selbst viel gesungen wurde, die Mädchen in einer Musikschule angemeldet wurden und bereits während der Kindergarten- und Volksschulzeit erste öffentliche Auftritte verzeichnen konnten. Ein großer Schritt in Richtung Bandgründung wurde bereits im Winter 2006 gemacht, als die Schwestern gefragt wurden, ob sie nicht einmal bei einem Heimatabend singen möchten. Danach folgten vermehrt regionale und überregionale Auftritte und verschiedenste TV-Shows im ORF und deutschen Fernsehen.
Am 10. Oktober 2013 waren die Poxrucker Sisters mit dem Lied Nimm da wos mit, das am 20. September 2013 als Single veröffentlicht wurde, zum ersten Mal in den Ö3-Hörercharts vertreten. Die zweite Single folgte schließlich am 15. November 2013 mit dem Weihnachtslied Ois g’schenkt. Das erste Album Poxrucker Sisters wurde am 11. April 2014 von Hoanzl veröffentlicht; zwei Wochen später stieg es in den österreichischen Albumcharts bereits auf dem 15. Platz ein und rangierte mit 9. Mai 2014 bereits auf dem siebten Platz. Danach folgte ein rascher Abstieg, wobei das Album noch im selben Monat ganz aus den Charts verschwand und erst Ende August desselben Jahres wieder den Sprung in die Hitliste schaffte. Exakt ein Jahr nach der ersten Platzierung in den Ö3-Hörercharts waren die Schwestern ein weiteres Mal in dieser Hitliste vertreten; dieses Mal sogar auf Rang 2.
Mit der Single Glick schaffte das oberösterreichische Trio auch den erstmaligen Einstieg in die Ö3 Austria Top 40, wobei das Lied als Neueinstieg auf den 62. Platz rangierte. Etwa einen Monat später war die Single bereits auf Platz 39 vorgerückt. Bereits im Vorfeld dazu hatte die Band diverse Auftritte und Live-Studio-Auftritte bei Ö3 oder im Fernsehen, dabei u. a. bei heute leben auf ORF 2. Zudem wurde die Single nicht nur auf dem im April erschienenen Debütalbum veröffentlicht, sondern war auch auf der Libro-Edition der 67. Ausgabe der Ö3 Greatest Hits vertreten, die am 17. Oktober 2014 in den Handel kam. Von Universal Music Austria (u. a. mit Eberhard Forcher) wurde am 26. September 2014 das Kompilationsalbum Austrozone herausgegeben, das in den Top 5 der Albumcharts einstieg. Auch hierauf war die Single der drei Schwestern vertreten.
Glick hat mittlerweile über 1,7 Millionen Aufrufe und der Song Herzklopfn (Drah di!) hat mit über 3,4 Millionen Aufrufe die meisten Klicks. 2017 kam das dritte Studioalbum heraus. Durch die Auslandsaufenthalte in Irland und Belgien von Magdalena und Stefanie und die Schwangerschaft und Karenz von Christina gab es zwischen 2018 und 2019 weniger Auftritte. Bei ihren Adventkonzerten im Jahr 2019 haben die drei Schwestern eines ihrer Adventkonzerte aufgezeichnet und damit im November 2020 ein Live-Album herausgebracht. Von 2019 bis 2021 arbeiteten die Sisters intensiv an ihrem vierten Studioalbum Horizont, das am 7. Mai 2021 erschienen ist.

## Auszeichnungen
- 2019: Mostdipf-Preis[3]
- 2019: Kulturpreis der Stadtgemeinde Rohrbach-Berg[4]
- 2023: Amadeus Austrian Music Award in der Kategorie Songwriter:in des Jahres für Sie[5]

## Privates
Stefanie, die älteste der Schwestern ist ausgebildete Sozialarbeiterin. Die mittlere Schwester, Christina, ist ausgebildete Pädagogin (Mathematik und Musik) für Mittelschulen. Die jüngste Schwester, Magdalena, ist ausgebildete Volksschullehrerin. Stefanie und Christina sind außerdem Mamas geworden (Stand: 2021).

## Diskografie

### Alben
- 2014: Poxrucker Sisters
- 2015: Drah di!
- 2017: In olle Foarbn
- 2020: Live im Advent (Livealbum)
- 2021: Horizont

### Singles
- 2013: Nimm da wos mit
- 2013: Ois g'schenkt (Weihnachtslied)
- 2014: Glick
- 2017: D'Sun geht auf
- 2020: Bis zum Mond (Veröffentlichung: Juli)
- 2021: Pock di zom (Veröffentlichung: Februar)
- 2021: Sche sa (Veröffentlichung: Mai)
- 2022: Sie (Veröffentlichung: Juli)
- 2022: Weihnochtn für mi (Weihnachtslied)
- 2023: Jo voi (Veröffentlichung: Juni)
- 2024: So jung kumma nimma zaum (Veröffentlichung: September)

## Sonstiges
Das Markenzeichen der Schwestern ist, dass sie bei ihren Konzerten grundsätzlich barfuß auftreten. Dementsprechend trägt auch ihr Plattenlabel den Namen "Barfuß records".